# Max-Morlock-Stadion
Das Max-Morlock-Stadion (seit dem 1. Juli 2017; ursprünglich Städtisches Stadion; später u. a. auch Frankenstadion) ist ein Fußballstadion mit Leichtathletikanlage in der fränkischen Großstadt Nürnberg. Die Sportstätte ist eines der wenigen großen Stadien in Deutschland, die noch über Anlagen für die Leichtathletik verfügen. Benannt ist es nach dem Fußballspieler Max Morlock.
Das Stadion wurde von 1925 bis 1928 nach Plänen von Otto Ernst Schweizer erbaut und gehört mit 50.000 Plätzen zu den größten Fußballstadien Deutschlands. Das Stadion ist Heimstadion des ersten Männer- wie Frauenteams des 1. FC Nürnberg. In direkter Nachbarschaft befindet sich die PSD Bank Nürnberg Arena, eine Multifunktionsarena. Das Stadion liegt auf dem ehemaligen Reichsparteitagsgelände. Es ist über den Bahnhof Nürnberg Frankenstadion an die S-Bahn angebunden.

## Geschichte
Nürnberg erlebte in der Weimarer Republik eine kulturelle und städtebauliche Blüte, trotz der schwierigen wirtschaftlichen und politischen Bedingungen nach dem Ersten Weltkrieg. Dabei setzten Bauprojekte wie das neue Stadion, die Sternwarte und das Planetarium architektonische Akzente in der Stadt. Diese waren zugleich Ausdruck des gesellschaftlichen und politischen Aufbruchs. Nürnbergs Renommee als „Sporthochburg“ wirkte weit über die Stadtgrenzen.
Zwischen 1925 und 1928 wurde das Stadion in seiner ursprünglichen Form mit einer Kapazität von 50.000 Zuschauern, unweit des Dutzendteiches als Städtisches Stadion, errichtet. Seinen achteckigen Grundriss hat es seitdem. Alfred Hensel (Planung der Gesamtanlage) erhielt für seinen Entwurf 1928 eine Goldmedaille beim Kunstwettbewerb Architektur/Städtebau anlässlich der Olympischen Spiele in Amsterdam. Auch international bekam er viel Anerkennung – es wurde als die größte und modernste Anlage der Welt angesehen. Bereits 1929 fand hier das Endspiel um die deutsche Fußballmeisterschaft 1928/29 statt. Die Sitzplatz-Tribüne entstand im Bauhaus-Stil nach Plänen des Architekten Otto Ernst Schweizer für 2.600 Zuschauer.
Das Stadion wurde mit einem Spiel der Städteauswahl von Nürnberg und Fürth eröffnet, die Nachbarstadt gewann 1:0 durch einen Treffer von Leonhard Seiderer.

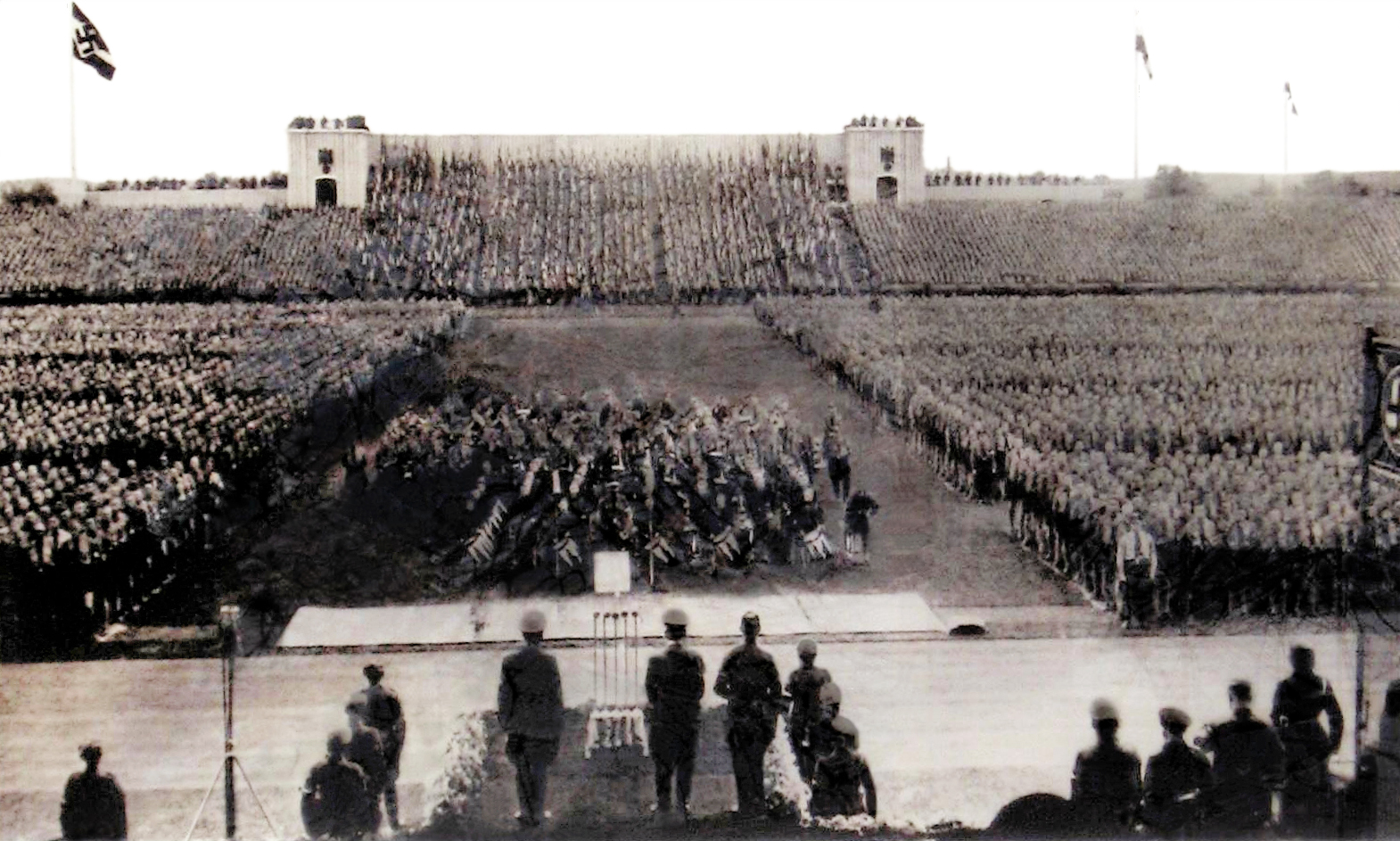
Tag der Hitlerjugend 1937

Das umliegende Areal wurde ab 1933 zum Reichsparteitagsgelände umgestaltet. Während der Reichsparteitage wurde im Stadion der „Tag der Hitlerjugend“ abgehalten und das Stadion entsprechend zu dieser Zeit auch Stadion der Hitlerjugend genannt. Während des Reichsparteitages 1935 hielt Adolf Hitler hier die Rede, in der er von der deutschen Jugend forderte, „flink wie Windhunde, zäh wie Leder und hart wie Kruppstahl“ zu sein. Da das Stadion nicht zu den ringsum geplanten und zum Teil errichteten Monumentalbauwerken passte, wurden auf der Gegengerade zwei Holztürme und eine Arkadenreihe errichtet, die als Kulisse für Trommler, Chöre und Bläser diente, um dem Stadion etwas von dem modernen Charakter zu nehmen. In Bezug auf das in der Nähe geplante Deutsche Stadion wurde es nun aber häufig „Altes Stadion“ genannt.
Ab 1945 wurde es von der US-Armee als Sportplatz verwendet. Ab diesem Zeitpunkt hieß das Stadion Victory Stadium und wurde von den Besatzungstruppen für Baseball-Spiele verwendet. Bis 1961 fanden nur gelegentlich Fußballspiele statt.
Ab 1963 spielte dort der 1. FC Nürnberg, nachdem dieser das eigene, Zabo genannte Stadion in Zerzabelshof verkauft hatte. Durch den Aufbau von Stahlrohrtribünen seitlich der Haupttribüne konnte die Kapazität erweitert werden. Dennoch war der Zuschauerrekord vom 30. Mai 1971 im Spiel gegen Fortuna Düsseldorf von 75.000 Zuschauern nur möglich, weil das Publikum auch noch auf der Laufbahn Platz fand.
Während der Olympischen Spiele 1972 in München fanden sechs Spiele des Fußballturniers im Stadion statt.
Nach einem großen Umbau ab 1987, der auch wegen der Katastrophe von Heysel vorgenommen wurde, wurde es 1991 unter dem Namen Frankenstadion mit einer Kapazität von 31.000 Sitz- und 22.462 Stehplätzen (gesamt: 53.462) wiedereröffnet. Während der Bauarbeiten stürzte die von 1928 stammende Haupttribüne ein, die eigentlich erhalten bleiben sollte.
Im Achtelfinale des DFB-Pokals 2022/23 absolvierten die Clubfrauen gegen den VfL Wolfsburg erstmals ein Heimspiel im Max-Morlock-Stadion mit 17.302 Besuchenden. Dies stellte sowohl einen Besucherrekord für Heimspiele der Damen des 1. FC Nürnberg, als auch generell für ein DFB-Pokalspiel der Frauen, abgesehen von Finalspielen auf. Durch den gleichzeitigen Aufstieg in die Frauen-Bundesliga in der gleichen Saison tragen die Frauen des Clubs ab der Saison 2023/24 ihre Heimspiele ebenfalls im Stadion, statt wie bisher auf dem Max-Morlock-Platz aus.

## Umbaumaßnahmen
Ab 2003 wurde das Stadion für rund 56 Millionen Euro modernisiert, um für die Fußball-Weltmeisterschaft 2006 gerüstet zu sein. Dafür wurde u. a. das Spielfeld um 1,50 m tiefergelegt, die Oberränge in den Ecken im Nordwesten und Südwesten nach oben erweitert, zwei zusätzliche Sitzreihen zum Spielfeld hin angebaut, die Bestuhlung von Gelb auf Rot geändert, verbesserte Zutrittskontrollen errichtet, eine Fanhalle am Max-Morlock-Platz gebaut, neue Kioske rund um das Stadion geschaffen, Logen integriert und ein VIP-Gebäude errichtet. Seit dem Ende der Umbauarbeiten am 24. April 2005 bietet es 44.308 überdachte Sitzplätze für internationale Fußballspiele. Im regulären Ligabetrieb verfügte das Stadion über insgesamt 47.500 Plätze, davon 39.700 Sitzplätze und 7.800 Stehplätze. Mitte Juli 2009 kündigte der FCN dann an, die Stehplatzkapazität um 2.800 Plätze erhöhen zu wollen, damit künftig 48.500 Fans ins Stadion passen.
In der Winterpause 2009/10 wurden die Blöcke 1 und 3 in Stehplätze umgewandelt. Dies war nötig, weil das Bauamt die Nutzung des Blocks 8 als Stehblock durch die Ultras Nürnberg untersagte. Die Kapazität stieg somit auf 48.553 Plätze im Ligabetrieb. Durch in der Sommerpause 2012/13 vorgenommene Umbaumaßnahmen in der Südkurve wurde das Fassungsvermögen der Spielstätte um knapp 1.500 Plätze auf 50.000 Zuschauer erweitert. Zudem wurde der Übergang von Süd- zur Nordkurve durch eine Brückenkonstruktion über dem Gästeblock ermöglicht.
Besondere Bedeutung hatte für die Stadionbetreiber bei den letzten Umbauten vor allem der Umweltschutz. So sammelt man z. B. das Regenwasser von den Stadiondächern in einer 1000 m³ großen Zisterne und nutzt es als Gießwasser für den Stadionrasen. Neben der Wasserbewirtschaftung setzte man auch bei der Energienutzung und Abfallentsorgung auf umweltgerechte Konzepte. Das Stadion erfüllt damit die Kriterien für das europäische Umweltmanagementzertifikat für die kontinuierliche Verbesserung des betrieblichen Umweltschutzes (EMAS). Im Januar 2006 bekam die Nürnberger Sportarena als erstes europäisches Stadion diese Auszeichnung zugesprochen.
Im Februar 2013 gab FCN-Manager Martin Bader bekannt, demnächst eine Machbarkeitsstudie für ein neues Stadion in Auftrag zu geben. Das Problem am aktuellen Stadion seien die geringen Einnahmen. Beispielsweise erhält nicht der Verein selbst die Einnahmen aus dem Verkauf der Namensrechte, sondern die Nürnberg Betriebs GmbH. Bader kann sich zwei Optionen vorstellen: einen Umbau des Stadions Nürnberg oder einen Neubau.

## Umbaupläne
Am 19. Juni 2024 beschloss der Nürnberger Stadtrat in großer Mehrheit dem Generalumbau des Stadions: Die Machbarkeitsstudie sieht vor, dass beim Umbau lediglich der achteckige Grundriss des Stadions erhalten bleibt. Die Leichtathletik-Laufbahn soll weg, die Ränge können dadurch näher ans Spielfeld rücken und es sollen mehr Stehplätze entstehen. Geplant sind eine reine Sitzplatzkapazität von 40.000 und eine Sitz- und Stehplatzkapazität von 34.000 Sitz- und 16.000 Stehplätzen, also insgesamt 50.000 Zuschauern, für Bundesligaspiele, was die sogenannte “große Lösung” ist, die mit fast 300 Millionen Euro auch die teuerste ist. Der Finanzierungsplan steht noch nicht fest, möglich ist, dass die Stadt 30 Millionen Euro investiert, eine Summe, die ohnehin in den kommenden Jahren für die Sanierung des Max-Morlock-Stadions vorgesehen war. Der 1. FC Nürnberg, als Hauptnutzer des Stadions, plant ebenfalls, 30 Millionen Euro beizusteuern. Der verbleibende Betrag für den Umbau soll über Kredite finanziert werden, die durch die Einnahmen aus der Vermarktung des Stadions zurückgezahlt werden. Ersetzt wird die wegfallende Leichtathletikbahn im Stadion mit dem Bau einer kleinen Leichtathletik-Arena im Umfeld des Stadions.
Anfang Februar 2025 kam eine Gutachten von „Ernst & Young“ zu der Erkenntnis, dass die 300 Millionen Euro teure Lösung auf keinen Fall wirtschaftlich ist. Stattdessen soll nun ein Umbau, der ca. 200 Millionen Euro kosten soll, geplant werden. Viele Ideen, die seit der Veröffentlichung des Gutachtens im Gespräch waren, werden nicht mehr weiter verfolgt (z. B. Tiefgarage, integriertes Business-Center, Hotel). Einige Medien bezeichneten die Situation zu dieser Zeit unter anderem als „das 100-Millionen-Loch“.
Die Veröffentlichung des Gutachtens hatte großen Einfluss auf die Diskussionen rund um das Projekt. Manche äußerten sogar Bedenken, ob der Vollumbau überhaupt realisiert wird. Auch die Kapazität von 50.000 Plätzen war erneut ein Thema bei den Diskussionen.
Am Mittwoch, den 12. Februar, veranstalteten die CSU- und die SPD-Fraktion eine gemeinsame Pressekonferenz im Rathaus. Ein Sprecher teilte mit, dass „der große Umbau“ nach wie vor in Planung sei. Allerdings müssten die Kosten für den Umbau deutlich gesenkt werden. Ziel sei ein „wirtschaftlich tragbares Konzept“.
Am Mittwoch, den 19. März, gab es ein weiteres Bekenntnis zum neuen Stadion. Laut Bürgermeister Christian Vogel (SPD) soll die Kapazität doch mit 50.000 Plätzen geplant werden. Bevor es nun zu einer richtigen Ausschreibung kommt, müssten jedoch noch einige grundsätzliche Fragen geklärt werden. Unter anderem wären dies die Punkte: Denkmalschutz, Nachhaltigkeit, Mantelbebauung und mögliche Einsparungen.

## Namensgebung

### Stadion

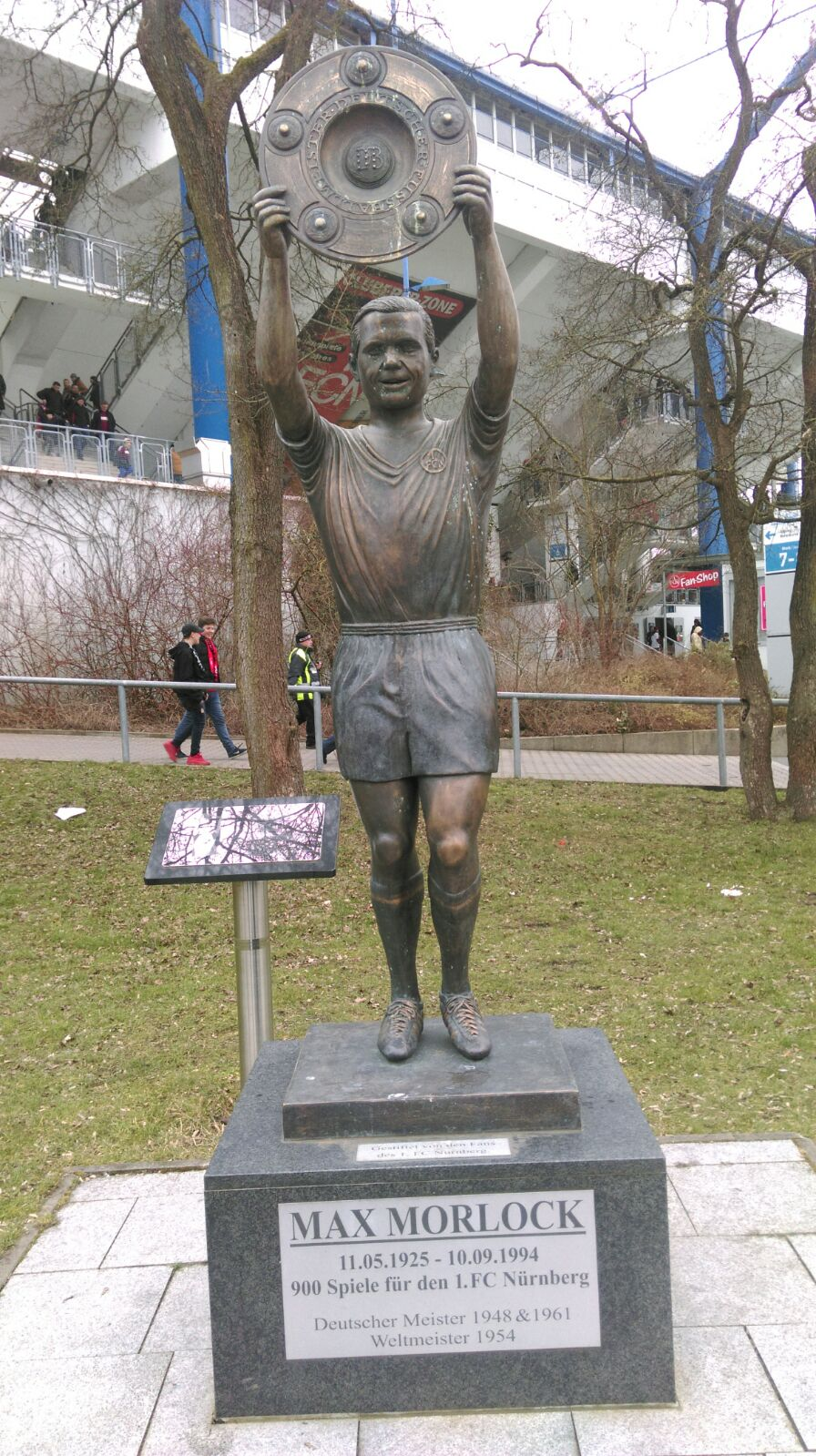
Eine von Fans finanzierte Statue Max Morlocks in Lebensgröße steht seit 2008 vor dem Stadion.

Ursprünglich hieß die Sportstätte Städtisches Stadion, von 1945 bis 1961 Victory Stadium, von 1961 bis 1991 wieder Städtisches Stadion und zwischen 1991 und 2006 Frankenstadion. Am 15. März 2006 folgte man in Nürnberg dem Beispiel anderer Fußballstadien und vergab die Namensrechte an einen Sponsor. Die in Nürnberg ansässige Teambank (ehemals Norisbank) erwarb für zunächst fünf Jahre diese Rechte und das Stadion wurde nach einem Produkt des Kreditinstituts in Easycredit-Stadion umbenannt. Ausgenommen davon war die Fußballweltmeisterschaft 2006, bei der das Stadion als Frankenstadion geführt wurde. Die Haltestellen des öffentlichen Personennahverkehrs trugen weiterhin den alten Namen Frankenstadion.
Große Teile der Fanszene des 1. FC Nürnberg unter Führung der „Ultras Nürnberg“ führten am 1. April 2006 eine Demonstration gegen den Namen sowie eine symbolische Umbenennung in Max-Morlock-Stadion durch – in Anerkennung der Verdienste von Max Morlock um den Verein. Die Umbenennung sorgte auch in der Nürnberger Bevölkerung für großen Protest: Die Nürnberger Tageszeitungen versuchten, das Wort Easycredit-Stadion zu vermeiden, genauso wie die meisten Nürnberger. Es gingen auch mehrere tausend Leserbriefe ein, die sich über den neuen Namen beschwerten. Sowohl die Fans des Hamburger SV, als auch von Werder Bremen hielten bei ihren Gastspielen in Nürnberg in der Saison 2010/11 Banner mit den Botschaften Pro Max-Morlock-Stadion und Zu Gast im Max-Morlock-Stadion empor. In der Saison 2011/12 wurde die von den Ultras gewünschte Umbenennung auch von den Fans vom VfL Wolfsburg, Hannover 96, FC Augsburg, Werder Bremen, VfB Stuttgart und FC Schalke 04 mit Bannern mit der Aufschrift Max Morlock Stadion Jetzt! unterstützt.
Mit Auslaufen des Sponsorenvertrages am 30. Juni 2012 erhielt das Stadion ab dem 1. Juli übergangsweise den Namen Stadion Nürnberg. Zwischen dem 14. Februar 2013 und dem 30. Juni 2016 hieß das Stadion Grundig Stadion, benannt nach dem Elektronik-Konzern Grundig Intermedia. Ab dem 1. Juli 2016 trug es wiederum den Namen Stadion Nürnberg.
Zur Saison 2017/18 sicherte sich die Consorsbank die Namensrechte am Stadion für drei Jahre, verzichtete jedoch auf ein klassisches Namens-Sponsoring, sondern rief zu einem Crowdfunding auf der Plattform Startnext auf, um die Umbenennung in Max-Morlock-Stadion zu ermöglichen. Dabei konnten Unterstützer verschiedene Produkte erwerben, darunter diverse exklusive Fanartikel oder Namensschilder am Stadionplatz. Obwohl das Ziel von 800.000 € deutlich verfehlt wurde und insgesamt nur 330.000 € zusammen kamen, übernahm die Bank die restlichen 2,4 Millionen €. Seither trägt das Stadion am Max-Morlock-Platz, wo zu Ehren des Weltmeisters von 1954 schon eine Statue steht, den Namen von Max Morlock. Fans und Presse sehen darin eine Würdigung der Bedeutung Morlocks für den 1. FC Nürnberg sowie der Persönlichkeit des bodenständigen und bescheidenen Club-Idols. Der Name war bis zum Jahr 2020 gesichert. Zwischenzeitlich lagen die Gespräche zu einer Verlängerung oder einem neuen Sponsor auch wegen der COVID-19-Pandemie auf Eis.
Bis mindestens 2026 wird die Heimat des Clubs den Namen Max-Morlock-Stadion behalten. Die Stadion Nürnberg Betriebs-GmbH hat mit dem in Nürnberg ansässigen Unternehmen der Informationstechnik und Unternehmensberatung, DATEV, einen Vertrag über zweieinhalb Jahre abgeschlossen.

### Blöcke

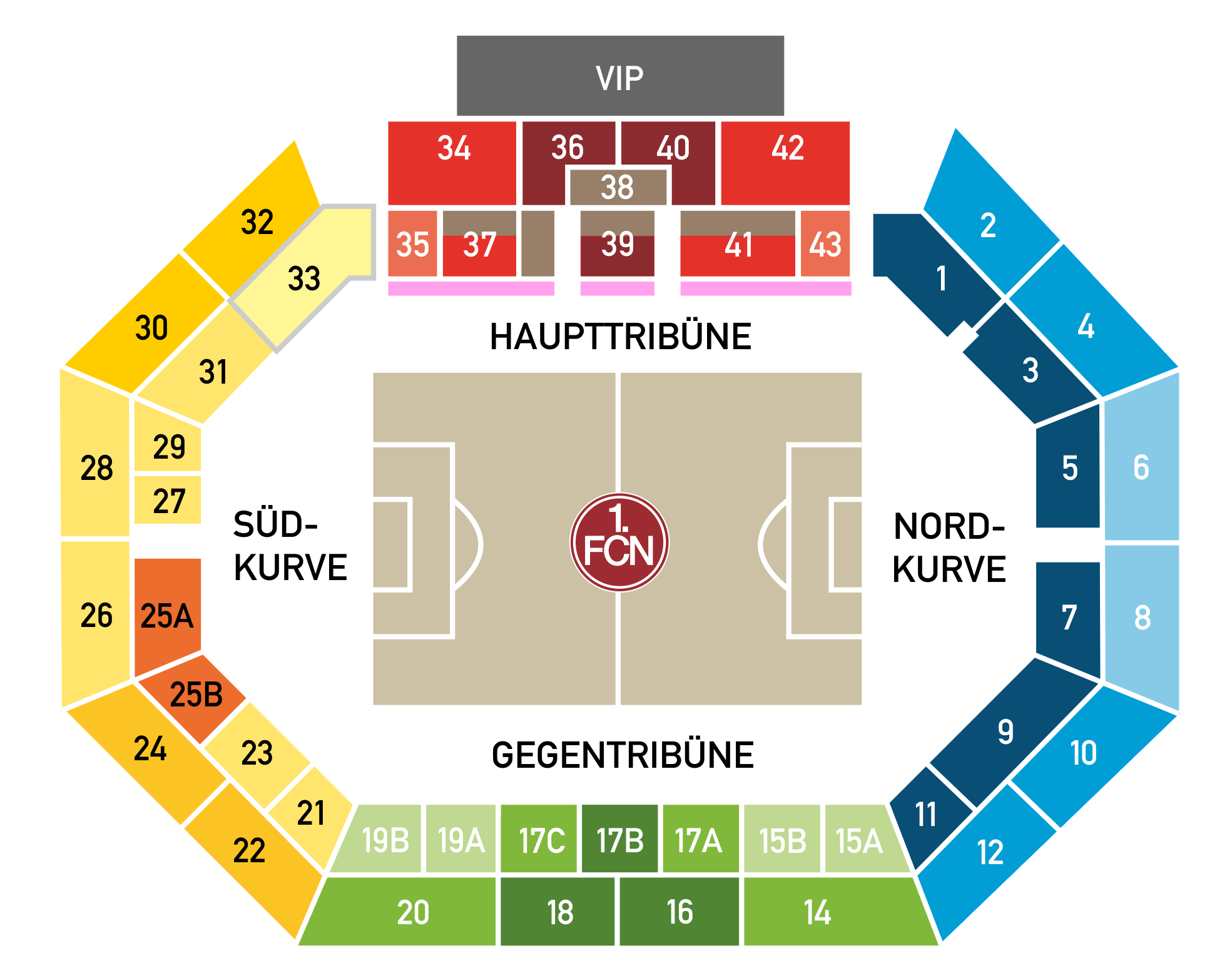
Der Blockplan des Stadions zur Saison 2018/19

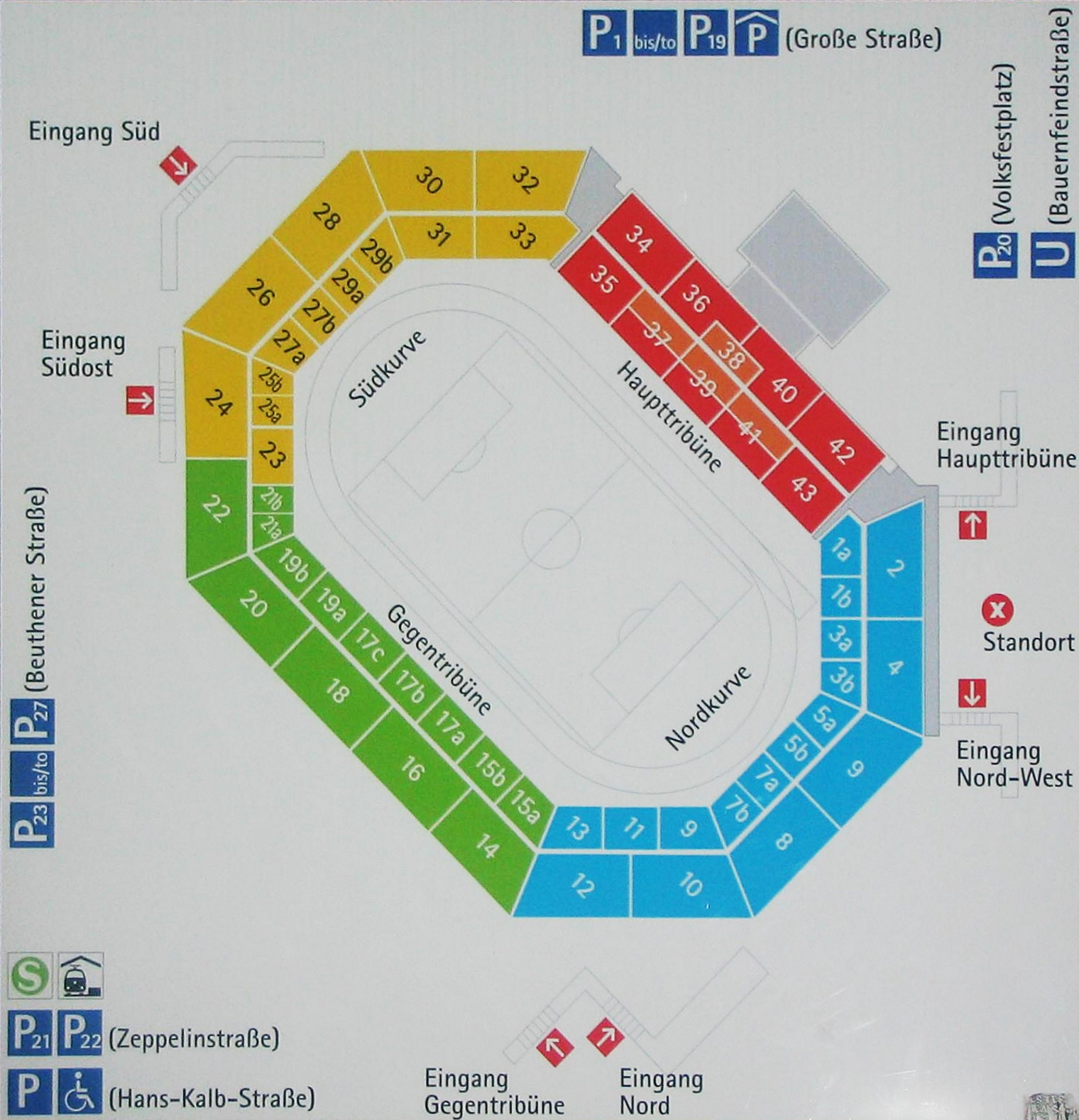
Der Aufbau des Stadions vor dem leichten Umbau der Nordkurve 2010

Zur Bundesliga-Saison 2006/07 wurde ein Teil der Blöcke des Stadions nach ehemaligen Spielern des 1. FC Nürnberg benannt. Zur Auswahl standen dabei Spieler, die von den drei Kriterien „mindestens 400 Spiele für den 1. FC Nürnberg“, „Meisterspieler des 1. FC Nürnberg“ oder „Nationalspieler während der Zeit beim 1. FC Nürnberg“ mindestens zwei Kriterien erfüllt hatten.
Beim Stadionumbau im Frühjahr 2010, bei dem der gesamte Unterrang der Nordkurve zu Stehplätzen umgebaut wurde, fiel zudem der Block 13 weg. Dieser war nach Toni Kugler benannt, der Name wurde auf Block 28 übertragen.
2015 wurde ein weiterer Name vergeben: Javier Pinola erhielt Block 31.
Die Benennung des Blocks 4 nach Andreas Munkert wurde im Juli 2024 zurückgenommen, da der Abwehrspieler freiwillig der Waffen-SS beigetreten war.
Bei den acht Spielern Gerhard Bergner, Helmut Herbolsheimer, Georg Hochgesang, Hans Kalb, Richard Oehm, Baptist Reinmann, Hans Schmidt und Heiner Stuhlfauth blieb die Blockbenennung bestehen, obwohl sie Mitglied der NSDAP oder einer NS-Berufsorganisation waren. Entscheidend war dabei, dass sie über die Mitgliedschaft hinaus „weder verbrecherisch gehandelt, noch sich propagandistisch für das NS-Regime hervorgetan“ haben.
| Block | 'Name                | Spiele für FCN | Länderspiele | Meisterschaften              |
| ----- | -------------------- | -------------- | ------------ | ---------------------------- |
| 1     | Gustav Bark          | 438            | /            | 1920, 1921, 1924             |
| 2     | Richard Oehm         | 417            | 3            | 1936                         |
| 3     | Willi Billmann       | 623            | 11           | 1936                         |
| 4     | Andreas Munkert      | 297            | 8            | 1936                         |
| 5     | Helmut Herbolsheimer | 552            | /            | 1948                         |
| 6     | Luggi Müller         | 226            | 5            | 1968                         |
| 7     | Schorsch Hochgesang  | 259            | 6            | 1924, 1925, 1927             |
| 8     | Max Morlock          | 900            | 26           | 1948, 1961                   |
| 9     | Hans Kalb            | 681            | 15           | 1920, 1921, 1924, 1925, 1927 |
| 10    | Horst Leupold        | 402            | /            | 1968                         |
| 11    | Georg Köhl           | 490            | 1            | 1936                         |
| 12    | Willi Kund           | 408            | 2            | /                            |
| 14    | Heiner Träg          | 455            | 6            | 1920, 1921, 1924, 1925, 1927 |
| 15a   | Kurt Ucko            | 509            | /            | 1961                         |
| 15b   | Hans Uebelein (I)    | 487            | /            | 1936, 1948                   |
| 16    | Hans Sutor           | 204            | 12           | 1921, 1924, 1925             |
| 17a   | Schorsch Volkert     | 232            | 6            | 1968                         |
| 17b   | Roland Wabra         | 523            | /            | 1961, 1968                   |
| 17c   | Ferdinand Wenauer    | 706            | 4            | 1961, 1968                   |
| 18    | Heiner Stuhlfauth    | 606            | 21           | 1920, 1921, 1924, 1925, 1927 |
| 19a   | Ludwig Wieder        | 437            | 6            | 1924, 1925, 1927             |
| 19b   | Conny Winterstein    | 409            | /            | 1948                         |
| 20    | Gerhard Bergner      | 416            | /            | 1948                         |
| 26    | Karl Gußner          | 411            | /            | 1936                         |
| 28    | Toni Kugler          | 668            | 7            | 1920, 1921, 1924, 1925       |
| 31    | Javier Pinola        | 416            | 2            | /                            |
| 34    | Wolfgang Strobel     | 421            | 4            | 1920, 1921, 1924, 1925       |
| 35    | Carl Riegel          | 370            | 7            | 1920, 1921, 1924, 1925       |
| 36    | Heinz Strehl         | 534            | 4            | 1961, 1968                   |
| 37    | Steff Reisch         | 277            | 9            | 1961                         |
| 38    | Seppl Schmitt        | 605            | 2            | 1927, 1936                   |
| 39    | Baptist Reinmann     | 281            | 4            | 1927                         |
| 40    | Bumbes Schmidt       | 297            | 16           | 1924, 1925, 1927             |
| 41    | Luitpold Popp        | 870            | 5            | 1920, 1921, 1925, 1927       |
| 42    | Edi Schaffer         | 413            | /            | 1948                         |
| 43    | Fritz Popp           | 424            | /            | 1968                         |

## Veranstaltungen

### Olympisches Fußballturnier 1972
Zum olympischen Fußballturnier 1972 wurden in Nürnberg die folgenden sechs Spiele ausgetragen:
|                                                |   |         |           |
| So, 27. August 1972, Vorrunde, Gruppe 3        |   |         |           |
| Ungarn                                         | – | Iran    | 5:0 (1:0) |
| Mo, 28. August 1972, Vorrunde, Gruppe 2        |   |         |           |
| Mexiko                                         | – | Sudan   | 1:0 (1:0) |
| Mi, 30. August 1972, Vorrunde, Gruppe 2        |   |         |           |
| Mexiko                                         | – | Birma   | 1:0 (1:0) |
| Fr, 1. September 1972, Vorrunde, Gruppe 4      |   |         |           |
| Polen                                          | – | DDR     | 2:1 (1:0) |
| So, 3. September 1972, Zwischenrunde, Gruppe 1 |   |         |           |
| BR Deutschland                                 | – | Mexiko  | 1:1 (1:0) |
| Fr, 8. September 1972, Zwischenrunde, Gruppe 2 |   |         |           |
| Polen                                          | – | Marokko | 5:0 (3:0) |

### Rock im Park / Monsters of Rock
Das Frankenstadion diente seit 1997 als Hauptbühne für das Musikfestival Rock im Park. Lediglich nach Beginn der Umbauarbeiten bzw. während der Aufbauphase für die Fußball-Weltmeisterschaft 2006 war diese Nutzung nicht möglich und die Konzertbetreiber wichen 2004 auf das nahegelegene Zeppelinfeld und 2006 in den Luitpoldhain aus. Auch 2007 musste man wegen des gleichzeitig stattfindenden Länderspiels Deutschland gegen San Marino auf das Zeppelinfeld ausweichen, nachdem Unstimmigkeiten im Vorfeld beinahe zum Verlust von Rock im Park geführt hatten. Mittlerweile (Stand 2017) findet das Festival auf dem Zeppelinfeld statt.
Am 2. September 1984 wichen die Konzertbetreiber vom Zeppelinfeld in das Städtische Stadion aus. Neue Eintrittskarten wurden nicht gedruckt, so dass die sich bereits im Umlauf befindenden mit dem Aufdruck Nürnberg/Zeppelinfeld ihre Gültigkeit behielten.

### Konföderationen-Pokal 2005
Beim Konföderationen-Pokal 2005 wurden in Nürnberg die folgenden drei Spiele ausgetragen:
|                                            |   |             |           |
| Sa, 18. Juni 2005 um 20:45 Uhr, Gruppe A   |   |             |           |
| Australien                                 | – | Argentinien | 2:4 (0:2) |
| Di, 21. Juni 2005 um 20:45 Uhr, Gruppe A   |   |             |           |
| Deutschland                                | – | Argentinien | 2:2 (1:1) |
| Sa, 25. Juni 2005 um 18:00 Uhr, Halbfinale |   |             |           |
| Deutschland                                | – | Brasilien   | 2:3 (2:2) |

### Fußballweltmeisterschaft 2006
Zur Fußball-Weltmeisterschaft 2006 wurden in Nürnberg die folgenden Spiele ausgetragen:
|                                              |   |                     |           |
| So, 11. Juni 2006 um 18:00 Uhr, Gruppe D     |   |                     |           |
| Mexiko                                       | – | Iran                | 3:1 (1:1) |
| Do, 15. Juni 2006 um 18:00 Uhr, Gruppe B     |   |                     |           |
| England                                      | – | Trinidad und Tobago | 2:0 (0:0) |
| So, 18. Juni 2006 um 15:00 Uhr, Gruppe F     |   |                     |           |
| Japan                                        | – | Kroatien            | 0:0       |
| Do, 22. Juni 2006 um 16:00 Uhr, Gruppe E     |   |                     |           |
| Ghana                                        | – | Vereinigte Staaten  | 2:1 (2:1) |
| So, 25. Juni 2006 um 21:00 Uhr, Achtelfinale |   |                     |           |
| Portugal                                     | – | Niederlande         | 1:0 (1:0) |

Das Achtelfinalspiel zwischen Portugal und den Niederlanden erreichte Bekanntheit als Schlacht von Nürnberg.

### Deutsche Leichtathletik-Meisterschaften
Am 5. und 6. Juli 2008, vom 24. bis 26. Juli 2015 und vom 20. bis 22. Juli 2018 fanden die deutschen Leichtathletik-Meisterschaften in Nürnberg statt.

### DEL Winter Game 2013
Am 5. Januar 2013 fand das DEL Winter Game statt. Die 50.000 Zuschauer beim DEL-Spiel zwischen den Nürnberg Ice Tigers und den Eisbären Berlin bedeuteten einen neuen europäischen Zuschauerrekord für ein Eishockeyspiel unter freiem Himmel. Die bisherige Rekordmarke mit 36.644 Zuschauern war am 5. Februar 2011 in der finnischen SM-liiga beim Spiel zwischen Jokerit Helsinki und dem IFK Helsinki aufgestellt worden.

## Spiele der deutschen Fußballnationalmannschaft der Männer
Die deutsche Fußballnationalmannschaft der Männer trat bisher zu folgenden Begegnungen im Stadion an.
|                                                |   |             |     |
| 16. September 1928, Freundschaftsspiel         |   |             |     |
| Deutsches Reich                                | – | Dänemark    | 2:1 |
| 25. September 1932, Freundschaftsspiel         |   |             |     |
| Deutsches Reich                                | – | Schweden    | 4:3 |
| 20. März 1938, Freundschaftsspiel              |   |             |     |
| Deutsches Reich                                | – | Ungarn      | 1:1 |
| 12. Mai 1965, Freundschaftsspiel               |   |             |     |
| BR Deutschland                                 | – | England     | 0:1 |
| 10. Mai 1969, WM-Qualifikation                 |   |             |     |
| BR Deutschland                                 | – | Österreich  | 1:0 |
| 9. September 1970, Freundschaftsspiel          |   |             |     |
| BR Deutschland                                 | – | Urgarn      | 3:1 |
| 16. Oktober 1991, EM-Qualifikation             |   |             |     |
| Deutschland                                    | – | Wales       | 4:1 |
| 18. November 1992, Freundschaftsspiel          |   |             |     |
| Deutschland                                    | – | Österreich  | 0:0 |
| 6. September 1995, EM-Qualifikation            |   |             |     |
| Deutschland                                    | – | Georgien    | 4:1 |
| 9. November 1996, WM-Qualifikation             |   |             |     |
| Deutschland                                    | – | Nordirland  | 1:1 |
| 31. März 1999, EM-Qualifikation                |   |             |     |
| Deutschland                                    | – | Finnland    | 2:0 |
| 3. Juni 2000, Freundschaftsspiel               |   |             |     |
| Deutschland                                    | – | Tschechien  | 3:2 |
| 29. März 2003, EM-Qualifikation                |   |             |     |
| Deutschland                                    | – | Litauen     | 1:1 |
| 21. Juni 2005, FIFA-Konföderationen-Pokal 2005 |   |             |     |
| Argentinien                                    | – | Deutschland | 2:2 |
| 25. Juni 2005, FIFA-Konföderationen-Pokal 2005 |   |             |     |
| Deutschland                                    | – | Brasilien   | 2:3 |
| 2. Juni 2007, EM-Qualifikation                 |   |             |     |
| Deutschland                                    | – | San Marino  | 6:0 |
| 20. August 2008, Freundschaftsspiel            |   |             |     |
| Deutschland                                    | – | Belgien     | 2:0 |
| 26. März 2013, WM-Qualifikation                |   |             |     |
| Deutschland                                    | – | Kasachstan  | 4:1 |
| 14. November 2014, EM-Qualifikation            |   |             |     |
| Deutschland                                    | – | Gibraltar   | 4:0 |
| 10. Juni 2017, WM-Qualifikation                |   |             |     |
| Deutschland                                    | – | San Marino  | 7:0 |
| 3. Juni 2024, Freundschaftsspiel               |   |             |     |
| Deutschland                                    | – | Ukraine     | 0:0 |

Das am 31. März 2020 geplante Freundschaftsspiel gegen Italien wurde von den Nürnberger Behörden wegen der COVID-19-Pandemie untersagt.

## Spiele der deutschen Fußballnationalmannschaft der Frauen
Die deutsche Fußballnationalmannschaft der Frauen trat bisher zu folgender Begegnung im Stadion an.
|                                               |   |            |     |
| 11. April 2023, Freundschaftsspiel            |   |            |     |
| Deutschland                                   | – | Brasilien  | 1:2 |
| 25. Februar 2025, UEFA Women’s Nations League |   |            |     |
| Deutschland                                   | – | Österreich | 4:1 |

## Galerie

Bilder des Stadions
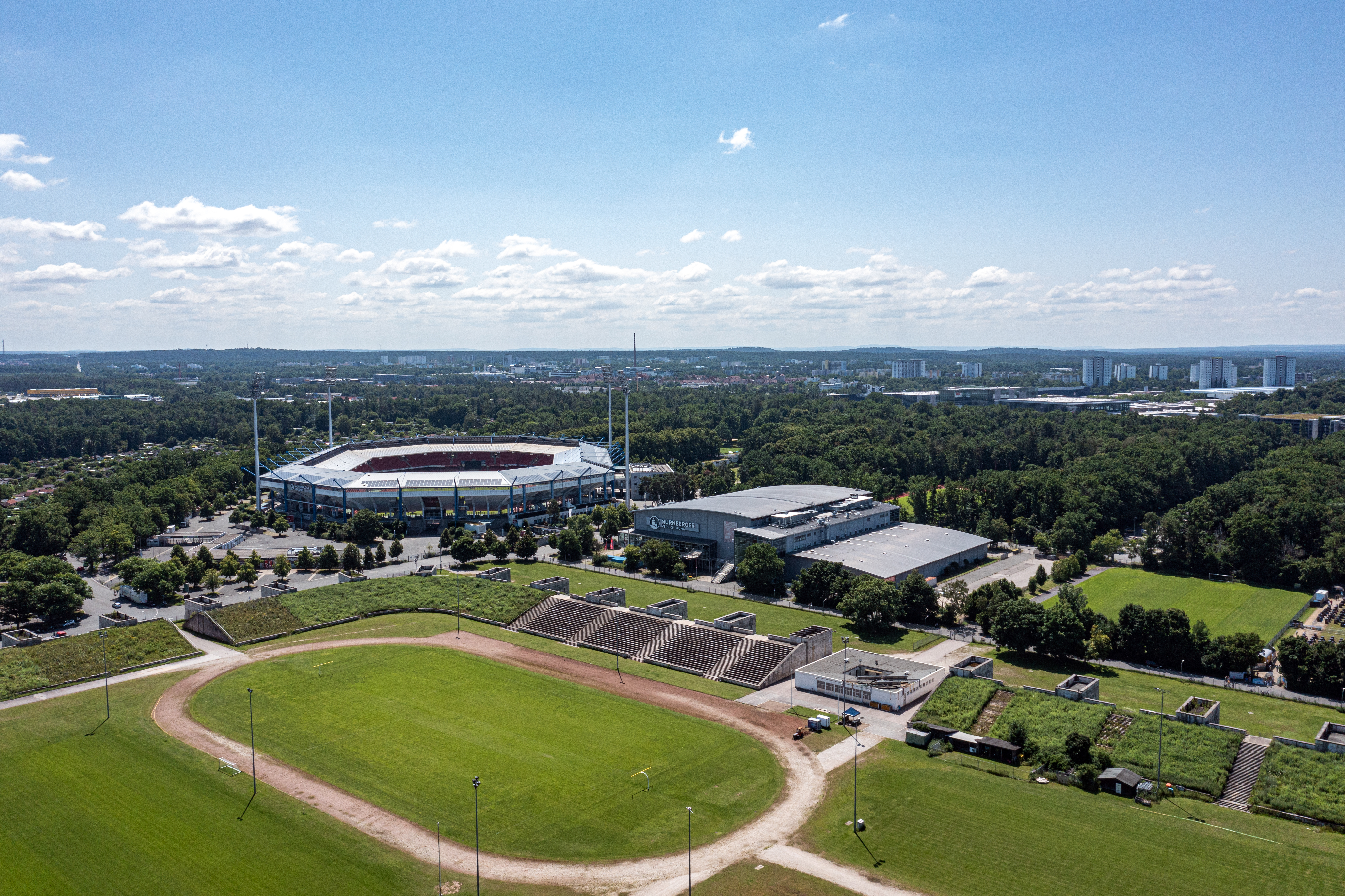
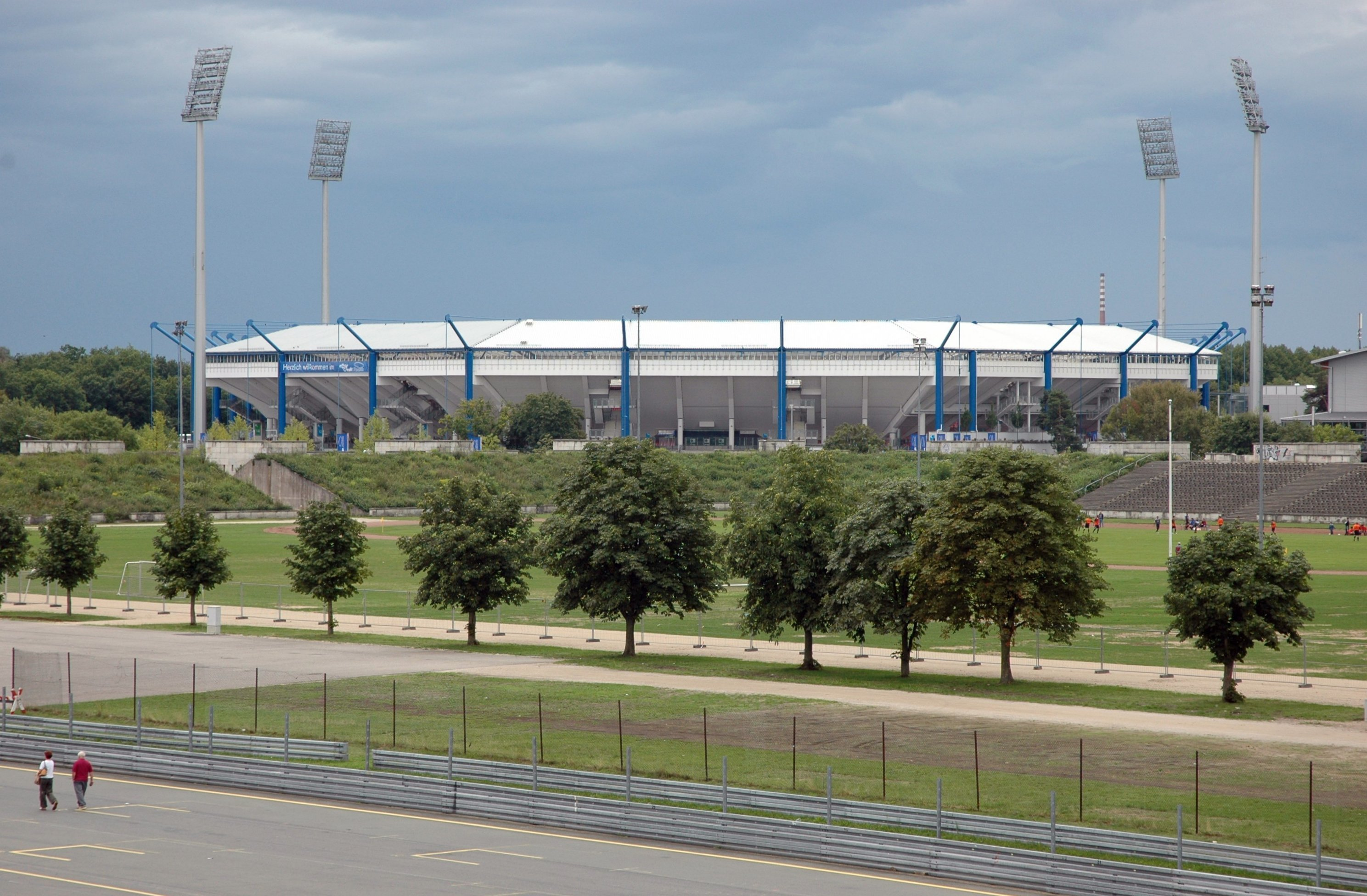
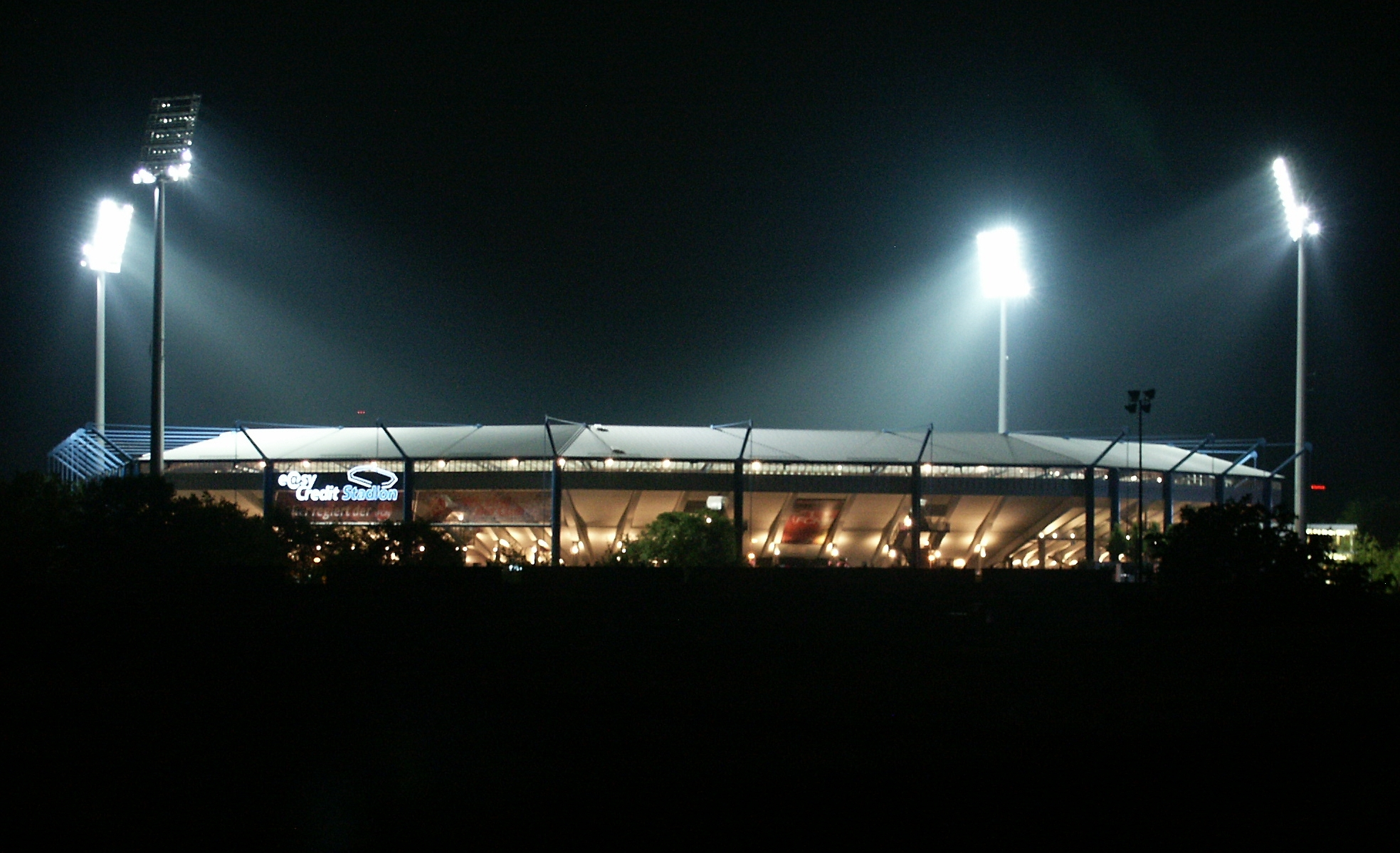
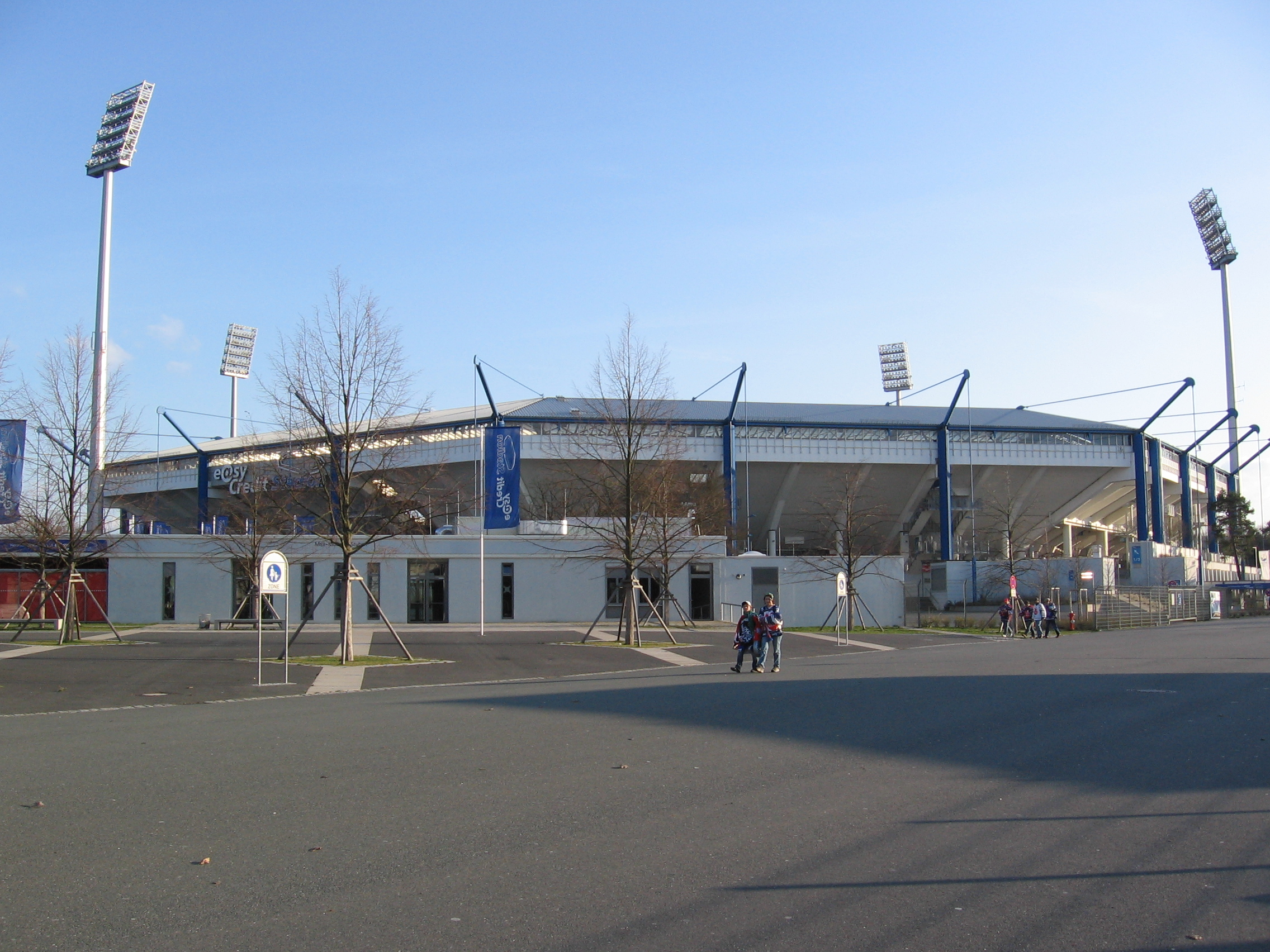
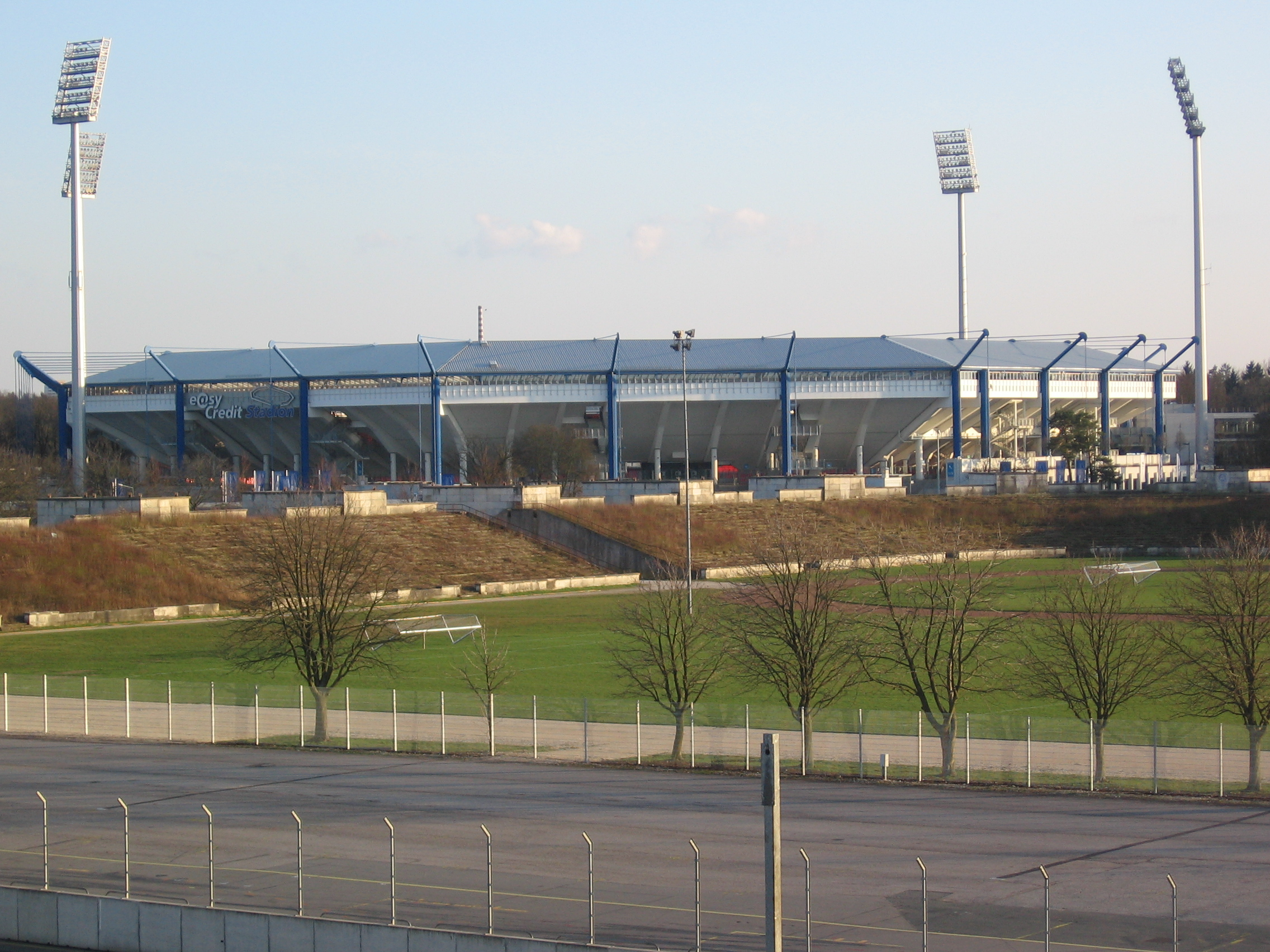
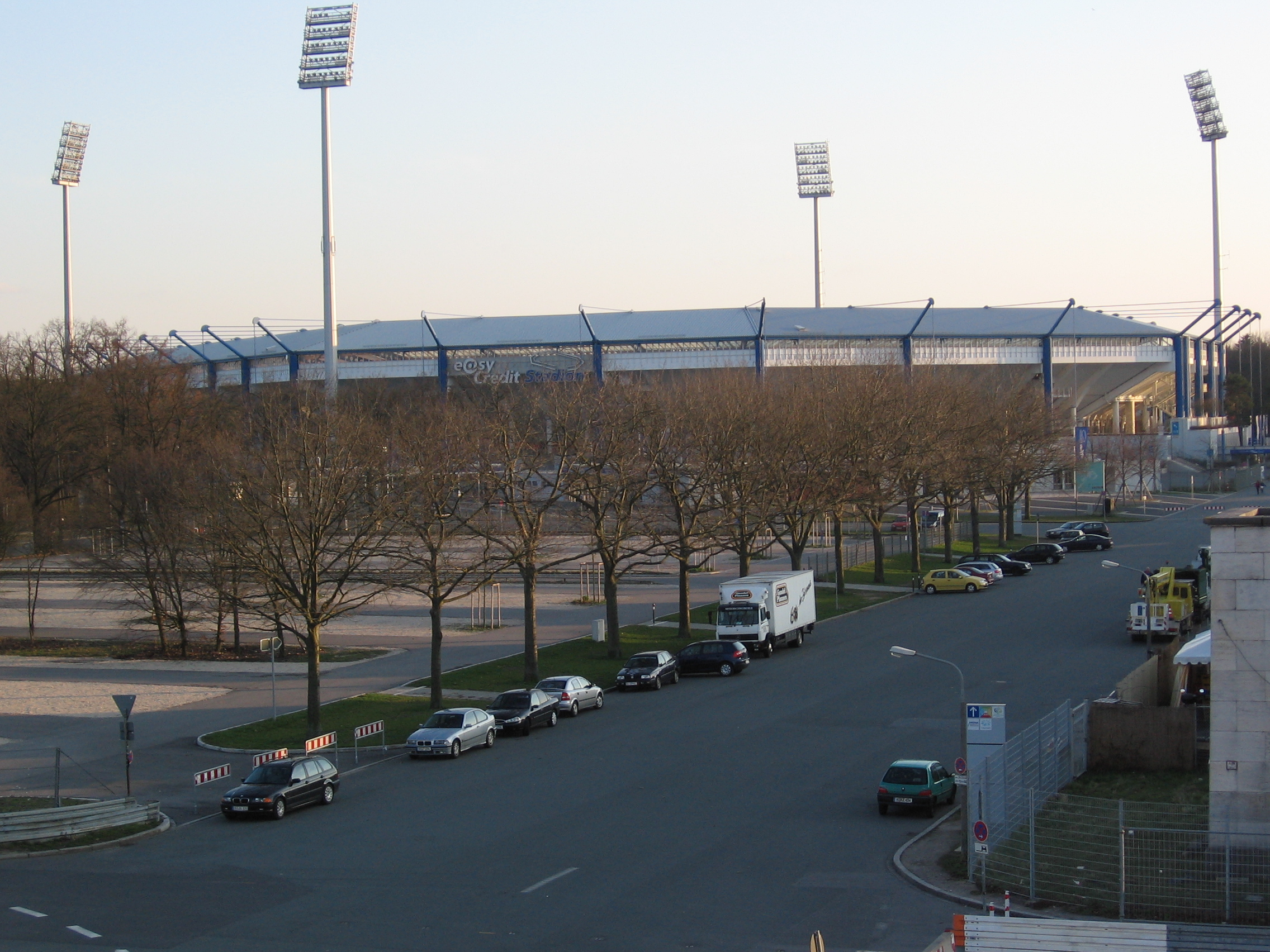
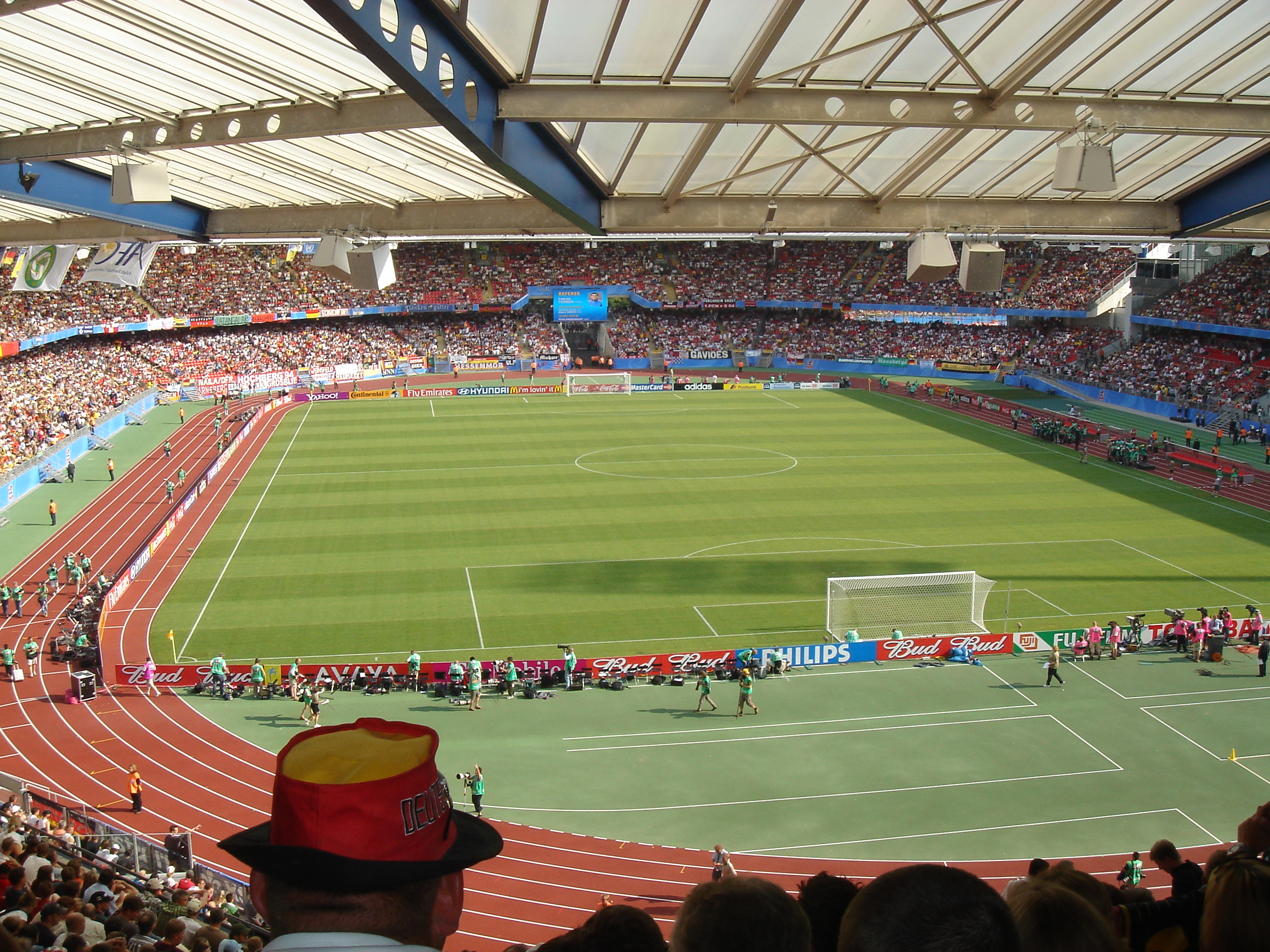
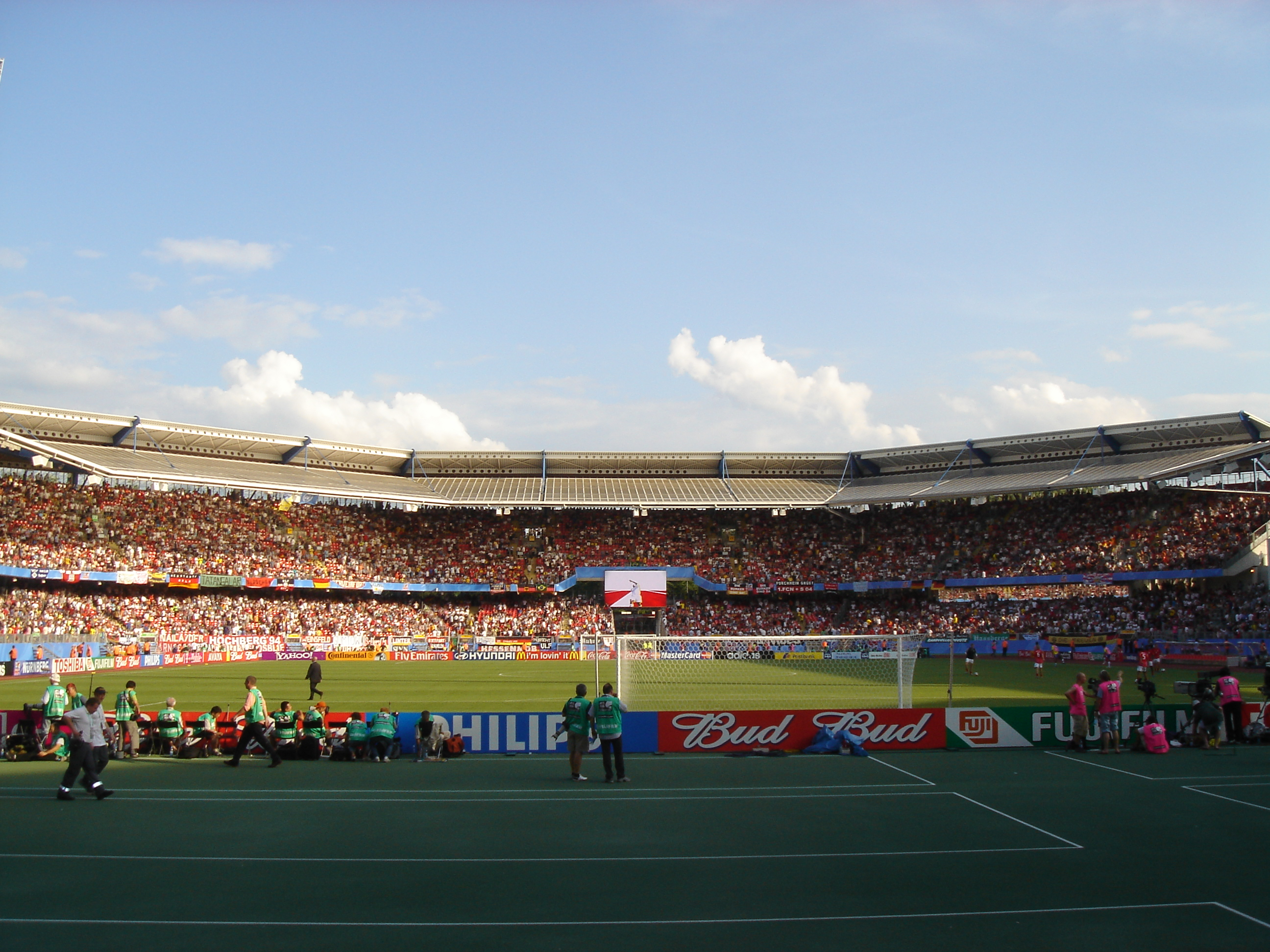
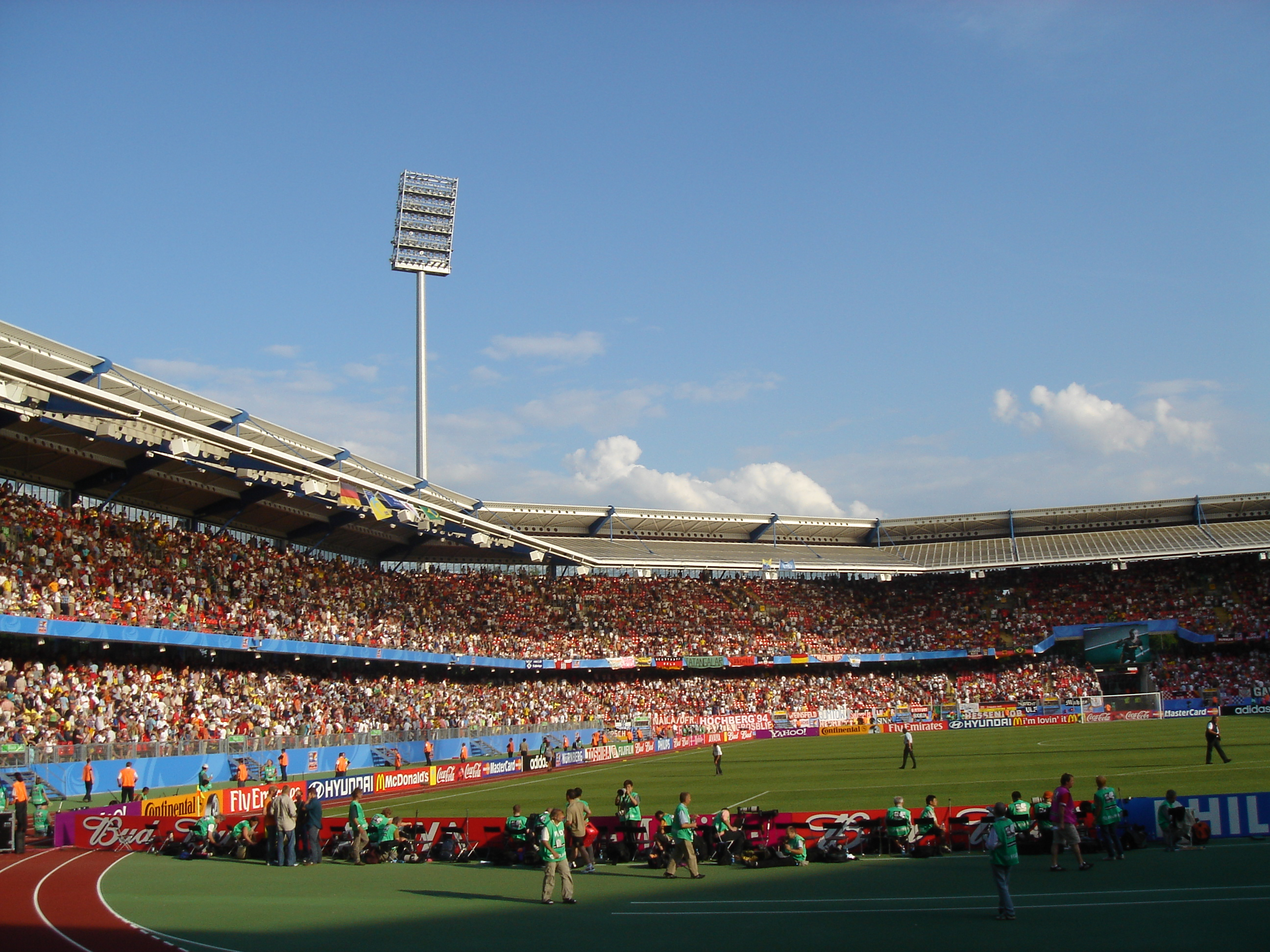
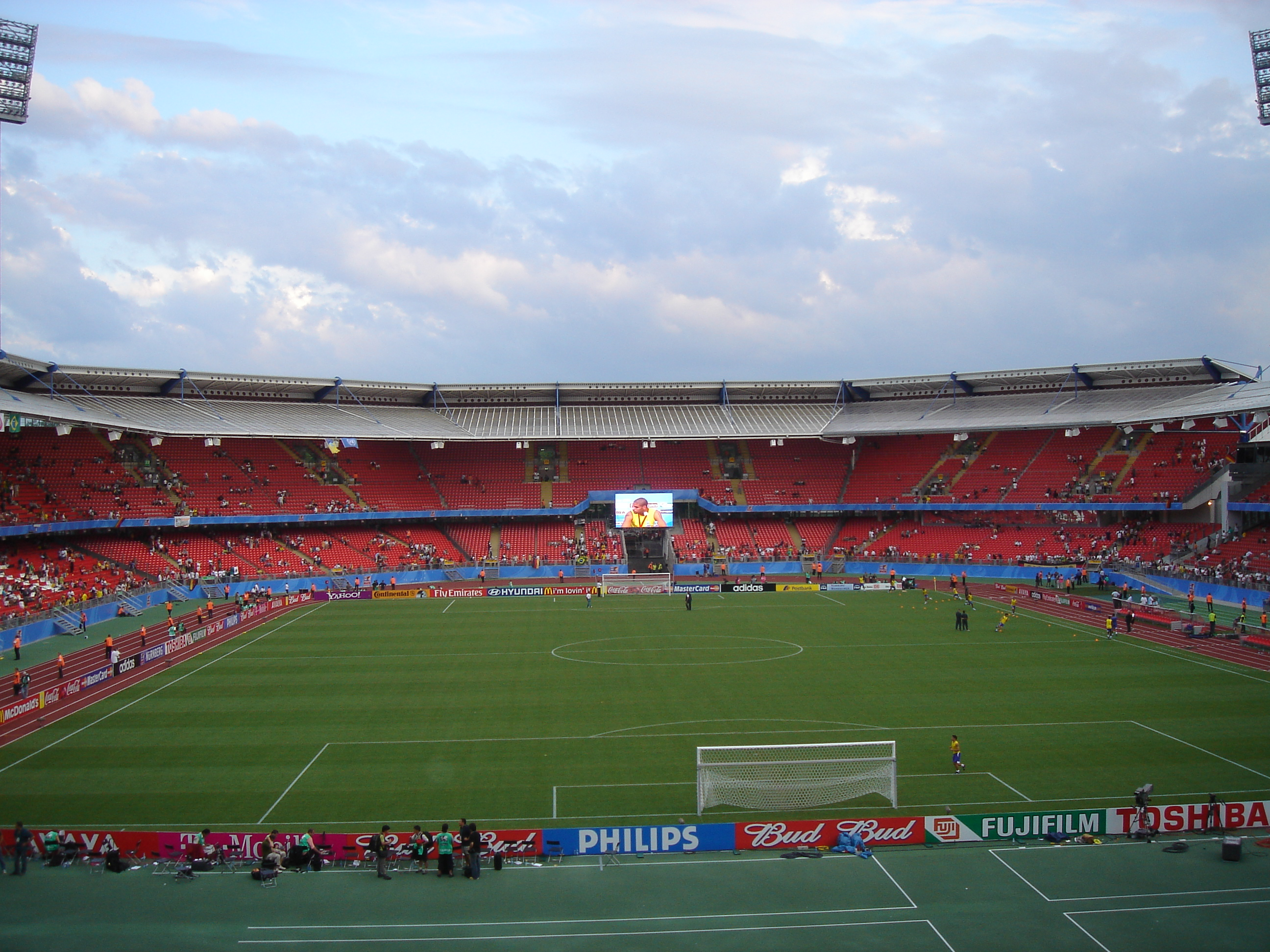
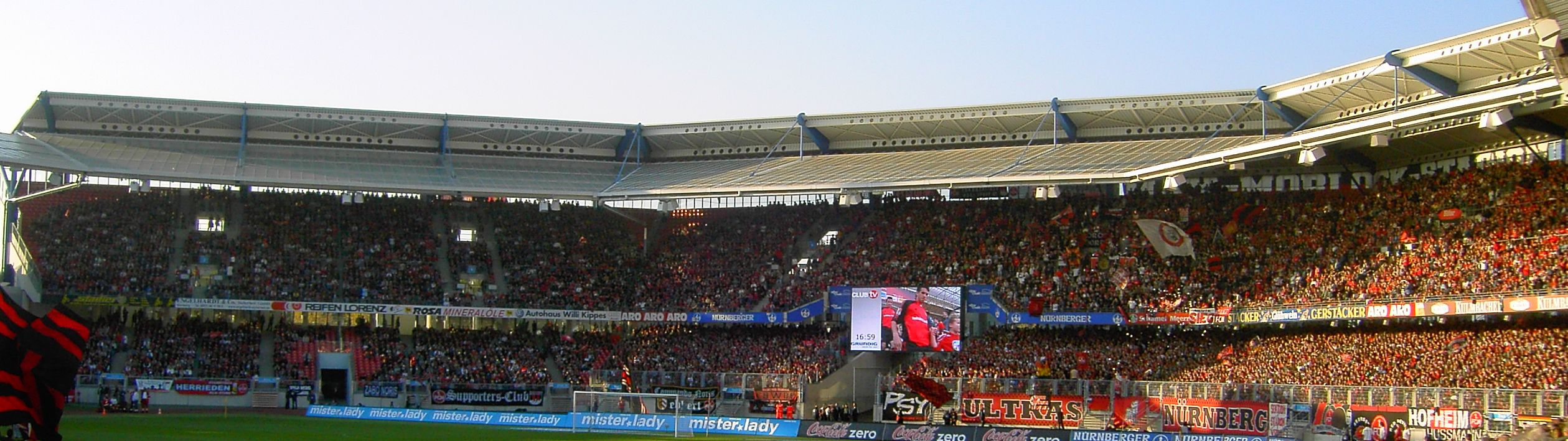
Die Nordkurve bei einem Heimspiel (2006)
Blick von der Gegengeraden (27. August 2021)
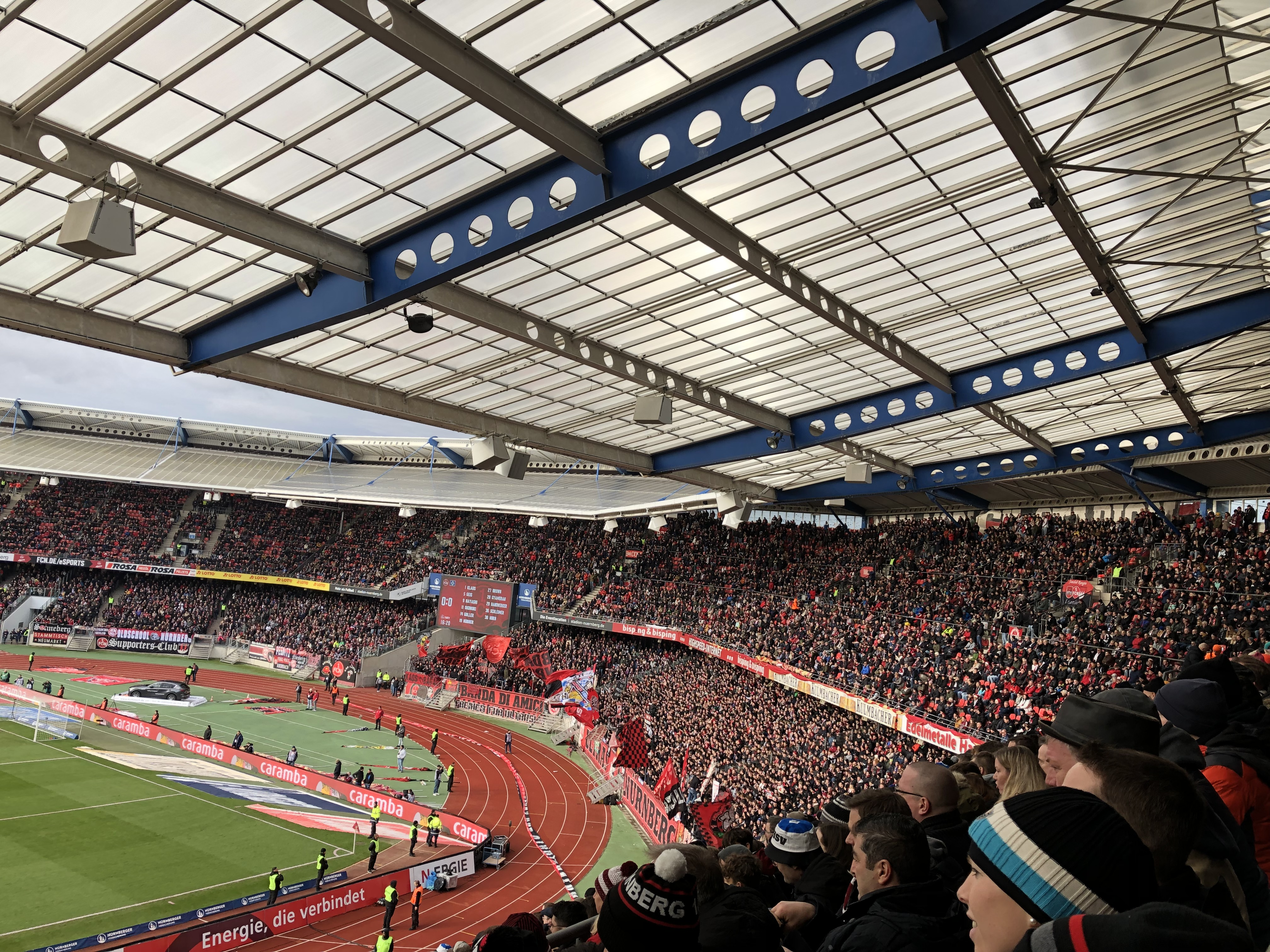
Die Nordtribüne beim Heimspiel gegen den Hamburger SV (16. Dezember 2023)
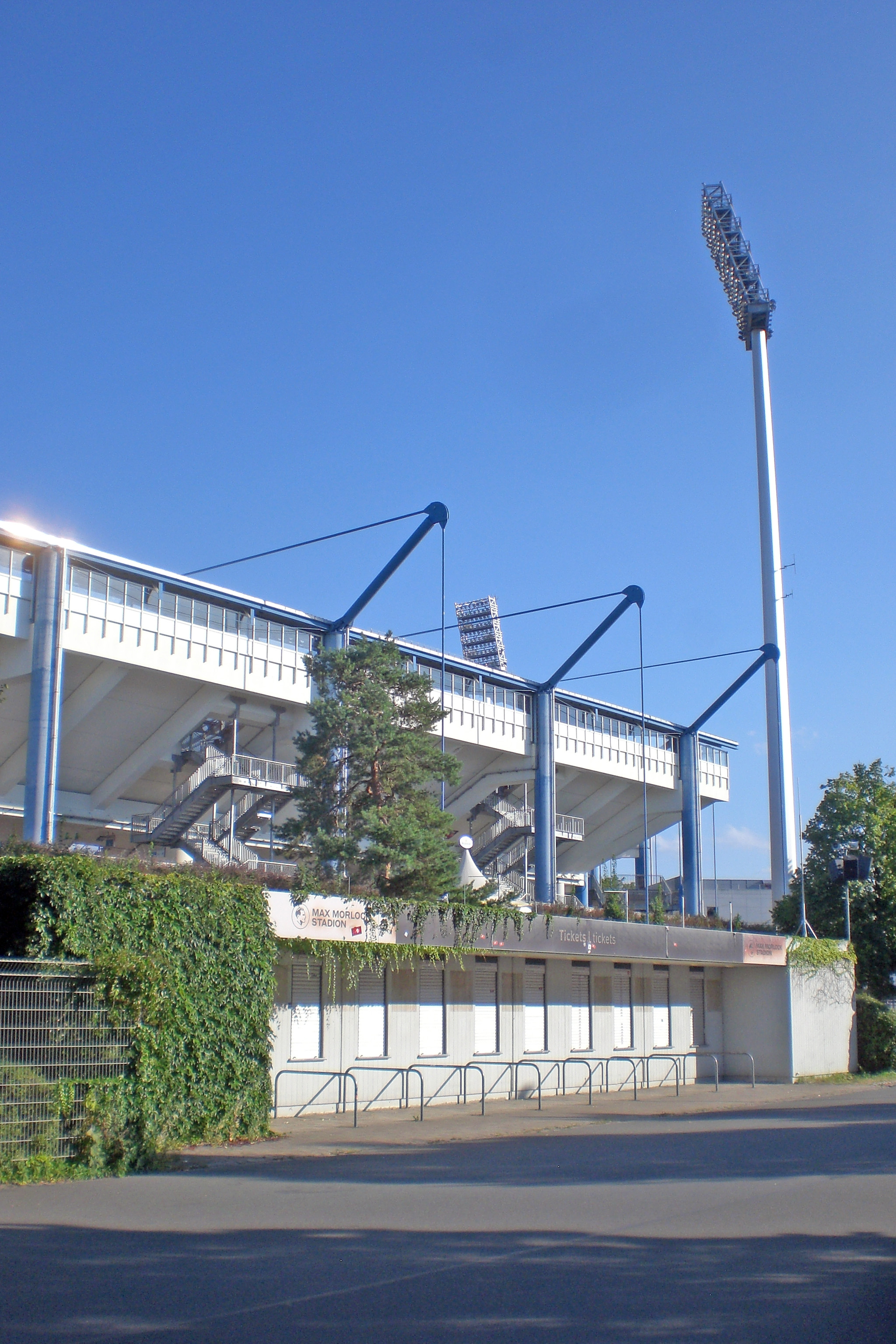
Zugangsbereich (2024)

## Trivia
Im Ferrero-Sammelheft zur Fußball-Europameisterschaft 1988 ist die Fankurve des 1. FC Nürnberg im damaligen Städtischen Stadion zu sehen, obwohl Nürnberg keiner der Austragungsorte der EM 1988 war.
Das Max-Morlock-Stadion ist auf dem Cover von Fußballheimat Franken, des 2017 erschienenen ersten Bandes der deutschlandweiten Fußballheimat-Buchreihe zu sehen.
Der Film Wochenendrebellen von Marc Rothemund und mit Florian David Fitz sowie Cecilio Andresen wurde 2021 unter anderem im Max-Morlock-Stadion gedreht.